# Freyella microspina
Freyella microspina är en sjöstjärneart som beskrevs av Addison Emery Verrill 1894. Freyella microspina ingår i släktet Freyella och familjen Freyellidae. Inga underarter finns listade i Catalogue of Life.